# Cotorreta de carpó verd
La cotorreta de carpó verd (Forpus passerinus) és una espècie d'ocell de la família dels psitàcids que habita boscos, sabanes, matolls i manglars del nord-est de Colòmbia, Veneçuela, Guaiana i nord-oest del Brasil.